# Poul Dalsager
Poul Christian Dalsager (født 5. marts 1929 i Hirtshals, død 2. maj 2001 i Hjørring) var en dansk politiker (Socialdemokraterne).
- Landbrugsminister i Regeringen Anker Jørgensen II fra 13. februar 1975 til 30. august 1978 tillige fiskeriminister fra 13. februar 1975 til 26. februar 1977.
- Landbrugs- og fiskeriminister i Regeringen Anker Jørgensen IV fra 26. oktober 1979 til 20. januar 1981.
- Europa-Kommissær 1981-1985 for landbrugsområdet.
- Borgmester i Hjørring Kommune 1990-1995. Overlod pga. sygdom borgmesterposten til Bent Brown.